# Franz Schürch
Franz Schürch, né en 1975 à Montréal, est un écrivain et poète québécois.

## Biographie
Franz-Emmanuel Schürch est coordonnateur du département de philosophie au Collège André-Laurendeau ainsi que chargé de cours au département de philosophie de l'Université de Montréal,,.
Au cours de sa carrière, il participe à plusieurs événements de poésie, dont le Printemps des poètes et le Festival de poésie de Montréal,. Il rédige également des articles pour Hors Champ, la première revue de cinéma en ligne et en français,.
De 2006 à 2009, l'auteur développe son projet « Essaim », soit quatre recueils de poésie publiés chez quatre maisons d'édition différentes. Chacun des recueils est séparé en quatre parties, qui se présentent toutes comme les variations d'un vers poétique. La thématique du vers choisi sert donc « de moteur à chacune des parties, point de départ à une exploration du sens structuré autour de répétitions et variations ».
Son dernier titre, De très loin, fait partie des titres à surveiller selon Danielle Laurin dans le quotidien Le Devoir. Ni récit, ni roman, le texte se « présente comme un ensemble de ''dialogues'' » philosophiques échangés entre deux hommes sur un banc de parc.
Il habite à Montréal.

## Œuvres

### Romans
- De très loin, Montréal, Le Quartanier, coll. « Série QR », 2012, 205 p.  (ISBN 9782896980222).

### Nouvelles
- La Campagne : textes récoltés, Montréal, Éditions Rodrigol, 2005, 87 p.  (ISBN 2980788848 et 9782980788840).

### Poésie
- Une autre fois, Montréal, L'Oie de Cravan, 2004, 74 p.  (ISBN 2-922399-26-5).
- Rien d'autre, Montréal, L'Oie de Cravan, 2006, 59 p.  (ISBN 978-2-922399-34-9 et 2-922399-34-6).
- Chaos= zéro mort, encore, 1,2,3 : essaim 2, Montréal, Éditions Rodrigol, 2007, 77 p.  (ISBN 978-2-9807888-8-8).
- Et si j'en suis tout retourné ? : essaim 3, Montréal, Éditions de la Pleine Lune, coll. « Quelqu'un marche », 2008, 89 p.  (ISBN 978-2-89024-189-3).
- Ce qui s'embrasse est confus : essaim 4, Montréal, Le Quartanier, 2009, 98 p.  (ISBN 978-2-923400-52-5).

### Philosophie
- Le savoir en appel : Heidegger et le tournant dans la vérité, Bucharest, Zeta Books, 2009, 467 p.  (ISBN 9789731997322, 9731997326, 9789731997339 et 9731997334).